# Микиуана (муниципалитет)
Микиуана (исп. Miquihuana) — муниципалитет в Мексике, штат Тамаулипас с административным центром в одноимённом посёлке. Численность населения, по данным переписи 2010 года, составила 3514 человек.

## Общие сведения
Название Miquihuana дано в честь одного из первых поселенцев, который возглавлял группу людей, основавших посёлок Микиуана.
Площадь муниципалитета равна 885 км², что составляет 1,1 % от общей площади штата, а наивысшая точка — 2586 метров, расположена в поселении Эль-Асеррадеро.
Микиуана граничит с другими муниципалитетами штата Тамаулипас: на востоке с Хаумаве, на юге с Пальмильясом и Бустаманте, а на севере и западе с другим штатом Мексики — Нуэво-Леоном.

## Учреждение и состав
Муниципалитет был образован в 1849 году, в его состав входит 16 населённых пунктов, самые крупные из которых:
| Код INEGI | Населённый пункт                                                                    | Численность населения (2005 год) | Численность населения (2010 год) |
| --------- | ----------------------------------------------------------------------------------- | -------------------------------- | -------------------------------- |
| 026       | Всего                                                                               | 3390                             | 3514                             |
| 0001      | Микиуана (исп. Miquihuana) 23°34′35″ с. ш. 99°45′14″ з. д.                          | 1398                             | 1565                             |
| 0012      | Ла-Пенья (исп. La Peña) 23°33′28″ с. ш. 99°41′16″ з. д.                             | 685                              | 699                              |
| 0015      | Сан-Хосе-дель-Льяно (исп. San José del Llano) 23°32′04″ с. ш. 99°56′06″ з. д.       | 598                              | 612                              |
| 0006      | Эстанке-де-лос-Вальес (исп. Estanque de los Walles) 23°34′16″ с. ш. 99°51′25″ з. д. | 154                              | 158                              |
| 0005      | Эстанке-де-лос-Эгия (исп. Estanque de los Eguía) 23°33′45″ с. ш. 99°55′46″ з. д.    | 106                              | 132                              |
| 0003      | Альтамира (исп. Altamira) 23°27′19″ с. ш. 99°37′39″ з. д.                           | 138                              | 131                              |
| 0011      | Марсела (исп. Marcela) 23°45′05″ с. ш. 99°49′06″ з. д.                              | 79                               | 70                               |

## Экономика
По статистическим данным 2000 года, работоспособное население занято по секторам экономики в следующих пропорциях: сельское хозяйство, скотоводство и рыбная ловля — 58,5 %, промышленность и строительство — 23,9 %, сфера обслуживания и туризма — 15,1 %, прочее — 2,5 %.

## Инфраструктура
По статистическим данным 2010 года, инфраструктура развита следующим образом:
- электрификация: 88,7 %;
- водоснабжение: 76,4 %;
- водоотведение: 11,6 %.